# Alfonso Calzolari
Alfonso Calzolari (nacido el 30 de abril de 1887 en Vergato, provincia de Bolonia-fallecido el 4 de febrero de 1983) fue un ciclista italiano, profesional a principios del siglo XX, cuyo mayor logro en su carrera deportiva fue la victoria en la clasificación general del Giro de Italia 1914.

## Palmarés
1913
- Giro d'Emilia

1914
- Giro de Italia , más una etapa

## Resultados en Grandes Vueltas
Durante su carrera deportiva ha conseguido los siguientes puestos en las Grandes Vueltas:
| Carrera         | 1914 | 1915 | 1916 | 1917 | 1918 | 1919 | 1920 |
| --------------- | ---- | ---- | ---- | ---- | ---- | ---- | ---- |
| Giro de Italia  | 1º   | X    | X    | X    | X    | Ab.  | Ab.  |
| Tour de Francia | -    | X    | X    | X    | X    | -    | -    |
| Vuelta a España | X    | X    | X    | X    | X    | X    | X    |